# Célula B-1
As células B-1 (ou  células B1) são uma subclasse de linfócitos de células B que envolvidas na resposta imune humoral. Eles não fazem parte do sistema imune adaptativo, pois não têm memória, mas desempenham muitas das mesmas funções que outras células B: produzir anticorpos contra antígenos e agir como células apresentadoras de antígenos. As células B1 são comumente encontradas em locais periféricos, mas menos encontradas no sangue. Essas células estão envolvidas na resposta de anticorpos durante uma infecção ou vacinação.
Existem dois tipos de subconjuntos de células B1, células B1a e células B1b. As células B1b demonstraram ser capazes de respostas de memória. As células B1b também podem reconhecer antígenos protetores em bactérias, o que é único porque têm como alvo algo interno.

## Origem
As células B1 são produzidas primeiro no feto e a maioria das células B1 sofre auto-renovação na periferia, ao contrário das células B convencionais (células B2) que são produzidas após o nascimento e substituídas na medula óssea .

## Tipos
As células B1 humanas têm perfil de marcador de CD20 + CD27 + CD43 + CD70- e podem ser CD5 + ou CD5- (o que está em debate). Acredita-se que o CD5-CD72 medeie a interação célula B-célula B. O que diferencia as células B1 de outras células B é a existência variável de CD5, CD86, IgM e IgD. As células B-1 em camundongos, podem ser subdivididas nos subtipos B-1a (CD5 +) e B-1b (CD5 -). Ao contrário das células B1a, o subtipo B-1b pode ser gerado a partir de precursores na medula óssea adulta. Foi relatado que as células precursoras de B1a e B1b diferem nos níveis de expressão de CD138.
Em comparação com as células B1a, as células B1b parecem reconhecer mais tipos de antígenos, incluindo antígenos intracelulares. Anteriormente, o reconhecimento do antígeno da célula B1b era considerado aleatório; no entanto, pesquisas recentes indicaram que as células B1b visam especificamente uma variedade de antígenos protetores.
Estudos funcionais recentes indicam uma subdivisão adicional, atribuindo células B1a como produtoras de anticorpos séricos naturais. Em contraste, as células B1b parecem ser a fonte primária de produção de anticorpos independentes de células T (TI) e proteção de longo prazo após infecção bacteriana, como Borrelia hermsii e Streptococcus pneumoniae.

## Papel na resposta imunológica
As células B1b são as células B mais comuns envolvidas na resposta de anticorpos durante uma infecção ou vacinação. Isso ocorre porque são capazes podem responder sem receber um sinal de ativação de uma célula T auxiliar.
As células B1 B expressam caracteristicamente altos níveis de IgM de superfície (sIgM), CD11b demonstrável e baixos níveis de IgD de superfície (sIgD), CD21, CD23 e a isoforma de células B de CD45R (B220). Em camundongos adultos, as células B1 B constituem uma fração pequena do baço e dos tecidos linfoides secundários, e são presentes de forma mais notável nas cavidades pleural e peritoneal. Foi demonstrado que as células B B1 surgem de precursores no fígado fetal e na medula óssea neonatal, mas não na medula óssea adulta, e constituem a primeira leva de células B periféricas maduras.
As células B B1 expressam um repertório BCR distinguível. Análises de sequências indicam que essas células produzem anticorpos com conjuntos restritos de genes da região V e um uso aumentado de cadeias leves λ. As células B1 B provavelmente não passam por hipermutação somática (SHM) e poucas inserções de sequência de nucleotídeos (N) sem modelo ("template"), um padrão típico de células B neonatais. O desenvolvimento eficiente de células B1 B parece ser dependente de sinalização de BCR. Portanto, parece haver um papel para antígenos na formação do repertório do compartimento de células B-1.
As células B1 B se renovam e secretam espontaneamente anticorpos séricos IgM e IgG3. Esses anticorpos séricos naturais exibem polirreatividade extensa, auto-reatividade demonstrável e se ligam a muitos carboidratos associados a patógenos comuns.
As células B1b são conhecidas por serem capazes de induzir algum tipo de memória imunológica, mas seu papel nas células de memória é desconhecido e pode seguir uma rota não tradicional.
As células B1b têm respostas eficazes e duradouras às bactérias Borrelia hermsii, Streptococcus pneumoniae, Salmonella Enterica, Salmonella Typhi e Enterobacter cloacae .
 